# Серпокрилець білогорлий
Серпокрилець білогорлий (Aeronautes saxatalis) — серпокрилець роду Aeronautes, у природних умовах поширений на заході Північної Америки, від Орегону до Гондурасу. Це перелітний птах, що мандрує уздовж Тихоокеанського узбережжя.

## Опис
Досягає довжини 15-18 см, з розмахом крила 35,5 см, та відрізняється від решти північноамериканських серпокрильців білим кольором горла, який тягнеться вниз до живота. Верхня частина тіла, живіт і боки чорні, а нижня поверхня крил сіра. Подібно до інших серпокрильців, Aeronautes saxatalis використовує свої короткі ноги тільки для сидіння на вертикальних поверхнях або дротах, і ніколи не приземляються на землю добровільно.

## Підвиди
- A. s. saxatalis (Woodhouse, 1853) — від південно-східної Канади (південь Британської Колумбії) через захід США до півдня Мексики (Оахака) та заходу Карибських низин[en].
- A. s. nigrior Dickey & van Rossem, 1928 — височини від південної Мексики (Чіапас) до центрального Гондурасу.[4]